# Đằng Châu
Đằng Châu (tiếng Trung: 滕州市, Hán Việt: Đằng Châu thị) là một thành phố cấp huyện của địa cấp thị Tảo Trang, tỉnh Sơn Đông, Cộng hòa Nhân dân Trung Hoa. Thành phố này có diện tích 1485 km2, dân số 1,57 triệu người.